# Erchanbald d'Eichstätt
Erchanbald (mort en septembre 912) est évêque d'Eichstätt de 882 à sa mort.

## Biographie
Erchanbald est originaire de la noblesse alémanique. La relation indiquée par les sources historiques avec les Carolingiens ne peut être exclue. La nomination comme évêque est peut-être l'œuvre de Charles III le Gros.
Apparemment, en raison de son engagement en faveur d'Arnulf de Carinthie, les dons du diocèse de l’épiscopat initialement mal équipé sont considérablement étendus. Avec la donation de la collégiale de Herrieden, il donne également ses possessions autrichiennes au diocèse. Apparemment, à la suite de la querelle de Babenberg, qui a secoué l'évêché de Wurtzbourg, Bamberg reçoit les possessions de Babenberg dans le Grabfeld en Thuringe et le long du Main. Erchanbald est présent lors de plusieurs réunions dans le royaume jusqu'à l'époque de Louis IV de Germanie.
Il reçoit le droit de construire des fortifications. Eichstätt est murée dans le quartier de la cathédrale. La raison est probablement l'invasion des Magyars, qui sont également accusés de la destruction de la première cathédrale d'Eichstätt.
Le dominicain Wolfhard von Herrieden a écrit pour le compte d'Erchanbald un livre sur le martyrologe et le livre sur le miracle de Walburge à Monheim.

## Source, notes et références
- Alfred Wendehorst: Das Bistum Eichstätt. Band 1: Die Bischofsreihe bis 1535. Reihe: Germania Sacra – Neue Folge 45. Berlin 2006.  (ISBN 9783110189711). S. 39–42.
- (de) Karl Ried, « Erchanbald », dans Neue Deutsche Biographie (NDB), vol. 4, Berlin, Duncker & Humblot, 1959, p. 565–566 (original numérisé).